# Доситејеви дани
Доситејеви дани је манифестација која се одржава у Београду од 2004. године. Задужбина Доситеја Обрадовића организује тај догађај и подсећа на Доситејева начела о образовању, васпитању и српској култури. Манифестација се одржава у првој половини априла и траје 9 дана.

## О манифестацији
Доситејеви дани повезани су са штампањем првог значајнијег дела Доситеја Обрадовића, Живот и прикљученија, као и Писама Харалампију, као његовог програмског начела. У славу новог дела, ширења просветитељства у Србији и стварања модерне српске државе чији је први министар просвете био Доситеј Обрадовић, предложени су ови дани и програми. Задужбина Доситеј Обрадовић „Доситејеве дане“ обележава посебним активностима. Програм је разноврстан, па је ту и афористичко вече Живот и сатира, мала школа дигиталног маркетинга Делфин – како пливати на друштвеним мрежама као и радионица баснописаца... У почетку су се одвијали само као школски програм преко Радионице баснописаца за млађе и литерарног конкурса за средњошколце Идућ учи у векове гледа“. У међувремену јавила се иницијатива да се дани посвећени Доситеју у већој мери формализују и прошири број учесника. У том смислу упућена је молба Министарству просвете, науке и технолошког развоја и Министарству културе и информисања да се Доситејеви дани уведу у школски програм.

## 2011 - Доситеј - година знања
На седници одржаној 8. априла 2011. године, Влада Републике Србије донела је одлуку о проглашењу 2011. годином „Доситеј – година знања“. Почасни одбор Програма обележавања јубилеја „Доситеј - година знања“ чине представници надлежних државних органа, Града Београда, Српске академије наука и уметности, Српске православне цркве, Матице српске, универзитета у Београду, Новом Саду, Крагујевцу и Приштини и Задужбине „Доситеј Обрадовић“.
У години када се обележава велики јубилеј српске просвете и културе - двеста година од постављења Доситеја Обрадовића за првог српског министра просвете и двеста година од његове смрти, Задужбина је припремила програм под називом „Доситеј – година знања“, који ће бити реализован под покровитељством Владе Републике Србије. Програм обухвата научне скупове, стручне сусрете, изложбе, нова књижевна дела посвећена Доситеју, свечане академије, концерте, литерарне конкурсе намењене ученицима основних и средњих школа и многе друге активности. Програм „Доситеј – година знања“ ће се остварити у сарадњи са најзначајним српским институцијама, као што су Матица српска, Српска академија наука и уметности, Београдски универзитет и бројним установама културе у Београду и Србији. Обележавањем ове значајне годишњице, Задужбина „Доситеј Обрадовић“ настоји да дело и поруке великог просветитеља буду трајне вредности којима ће се и наредне генерације поносити.